# إرنست كارل آبي
إرنست كارل آبي حاصل على الزمالة الفخرية في الجمعية الملكية المجهرية (23 يناير 1840 - 14 يناير 1905) فيزيائي ألماني وعالم بصري ورجل أعمال ومصلح اجتماعي. بالتعاون مع أوتو شوت وكارل زايس، طور العديد من الأجهزة البصرية. كان أحد مالكي شركة كارل زايس إيه جي، وهي شركة ألمانية لتصنيع المجاهر العلمية والتلسكوبات الفلكية والقبب الفلكية والأنظمة البصرية المتقدمة الأخرى.

## حياته الشخصية
وُلد آبي في 23 يناير 1840 في أيزناخ، دوقية ساكسونيا فايمر أيزناخ، لجورج آدم آبي وإليزابيث كريستينا بارشفيلدت. نشأ في منزل متواضع؛ كان والده رئيس عمال في المغازل. استطاع آبي، بدعمٍ من صاحب عمل والده، الالتحاق بالمدرسة الثانوية والحصول على المؤهل العام للالتحاق بالجامعة مع درجات جيدة إلى حدٍ ما، في مدرسة أيزناخ، التي تخرج منها عام 1857. بحلول الوقت الذي ترك فيه المدرسة، أصبحت موهبته العلمية وإرادته القوية واضحة بالفعل. وهكذا، على الرغم من الوضع المالي المتوتر للعائلة، قرر والده دعم دراسات آبي في جامعتي ينا (1857-1859) وغوتينغن (1859-1861). خلال فترة وجوده طالبًا فيها، أعطى آبي دروسًا خاصة لتحسين دخله. واصل صاحب عمل والده تمويله. حصل آبي على درجة الدكتوراه في غوتينغن في 23 مارس 1861. في أثناء وجوده في المدرسة، تأثر ببرنارد ريمان وفلهيلم إدوارد فيبر، الذين تصادف أن يكونوا أيضًا من بين الغوتينغن السبع. تبع ذلك مهمتان قصيرتان في مرصد غوتينغن وفي فيسيكاليشر فيرين في فرانكفورت (رابطة المواطنين المهتمين بالفيزياء والكيمياء التي أسسها يوهان فولفغانغ فون غوته في عام 1824 وما زالت موجودة اليوم). في 8 أغسطس عام 1863، تأهل ليكون محاضرًا جامعيًا في جامعة ينا. في عام 1870، قَبِل عقدًا بصفته أستاذًا مشاركًا في الفيزياء التجريبية والميكانيكا والرياضيات في ينا. في عام 1871، تزوج من إلسي سنيل، ابنة عالم الرياضيات والفيزيائي كارل سنيل، أحد معلمي آبي، الذي كان لديه ابنتان. حصل على درجة أستاذ كاملة بحلول عام 1879. أصبح مدير مرصد ينا الفلكي والأرصاد الجوية عام 1878. في عام 1889، أصبح عضوًا في الأكاديمية البافارية للعلوم والعلوم الإنسانية. كان عضوًا أيضًا في أكاديمية ساكسون للعلوم. وأُعفي من واجباته التدريسية في جامعة ينا عام 1891. توفي آبي في 14 يناير عام 1905 في ينا. ويُذكر أن آبي كان ملحدًا.

## حياته المهنية
في عام 1866، أصبح مديرًا للأبحاث في شركة زايس للبصريات، وفي عام 1886 اخترع العدسة اللالونية، وهي عدسة مجهرية تقضي على آثار الانحراف اللوني الأساسي والثانوي. بحلول عام 1870، اخترع آبي مكثف آبي، المستخدم لإضاءة المجهر. في عام 1871، صمم أول مقياس انكسار، وصفه في كُتيب نُشر عام 1874. طور قوانين صورة الأجسام غير المضيئة بحلول عام 1872. بدأت شركة زايس للبصريات بيع مجاهرها المحسنة في عام 1872، وبحلول عام 1877، كانت تبيع المجاهر ذات العدسة الشيئية المغمورة المتجانسة، وفي عام 1886 باعت مجاهرها ذات العدسات الشيئية اللالونية. أنشأ معامل آبي، وهو مقياس لأي اختلاف للمادة الشفافة لمعامل الانكسار مع الطول الموجي ومعيار آبي، الذي يختبر الفرضية القائلة بأن الاتجاه المنهجي موجود في مجموعة من الملاحظات (من حيث الدقة الزاوية، ينص هذا المعيار على أن الانفصال الزاوي لا يمكن أن يكون أقل من نسبة الطول الموجي إلى قطر الفتحة). كان في ذلك الحين أستاذًا في ينا، عُيّن من قبل كارل زايس لتحسين عملية تصنيع الأدوات البصرية، التي كانت في ذلك الوقت تستند إلى حدٍ كبير على التجربة والخطأ.

## روابط خارجية
- إرنست كارل آبي على موقع الموسوعة البريطانية (الإنجليزية)